# Assedio di Alessandria (1799)
L'assedio di Alessandria si svolse tra il giugno e il luglio del 1799. Le forze repubblicane arroccate nella cittadella, sotto il comando del generale Gardanne, furono accerchiate dalle forze austro-russe, sotto il comando del generale Bellegarde, e resistettero per un mese prima di essere costrette ad arrendersi. L'episodio rientra nella campagna italiana di Suvorov, durante la guerra della Seconda Coalizione.

## Contesto storico
La guerra in Italia non iniziava sotto i migliori auspici per le forze repubblicane: la titubante gestione di Schérer aveva portato ad una mancata vittoria e ad una netta sconfitta a Verona e Magnano rispettivamente, costringendo l'esercito francese a retrocedere prima sul Mincio, poi sull'Oglio ed infine sull'Adda. A peggiorare la situazione, le forze asburgiche, di per sé già numericamente superiori, ricevettero ulteriori rinforzi da parte dell'armata russa al comando di Suvorov.
Dopo aver preso Brescia, Suvorov lanciò un'offensiva sull'Adda per spingere ancora più indietro i francesi: questi vennero sconfitti tre volte in tre giorni consecutivi, perdendo per intero la divisione del generale Sérurier. Costretti ad abbandonare la Lombardia, i francesi si rifugiarono in Piemonte, dove si scontrarono due volte con l'esercito russo prima di abbandonare la pianura in favore degli Appennini e delle Alpi: a Bassignana riuscirono a respingere la divisione del generale Rosenberg mentre a Marengo, dopo un'iniziale vantaggio, l'arrivo dei rinforzi russi di Bagration portò lo scontro ad un sostanziale pareggio.

## Antefatti

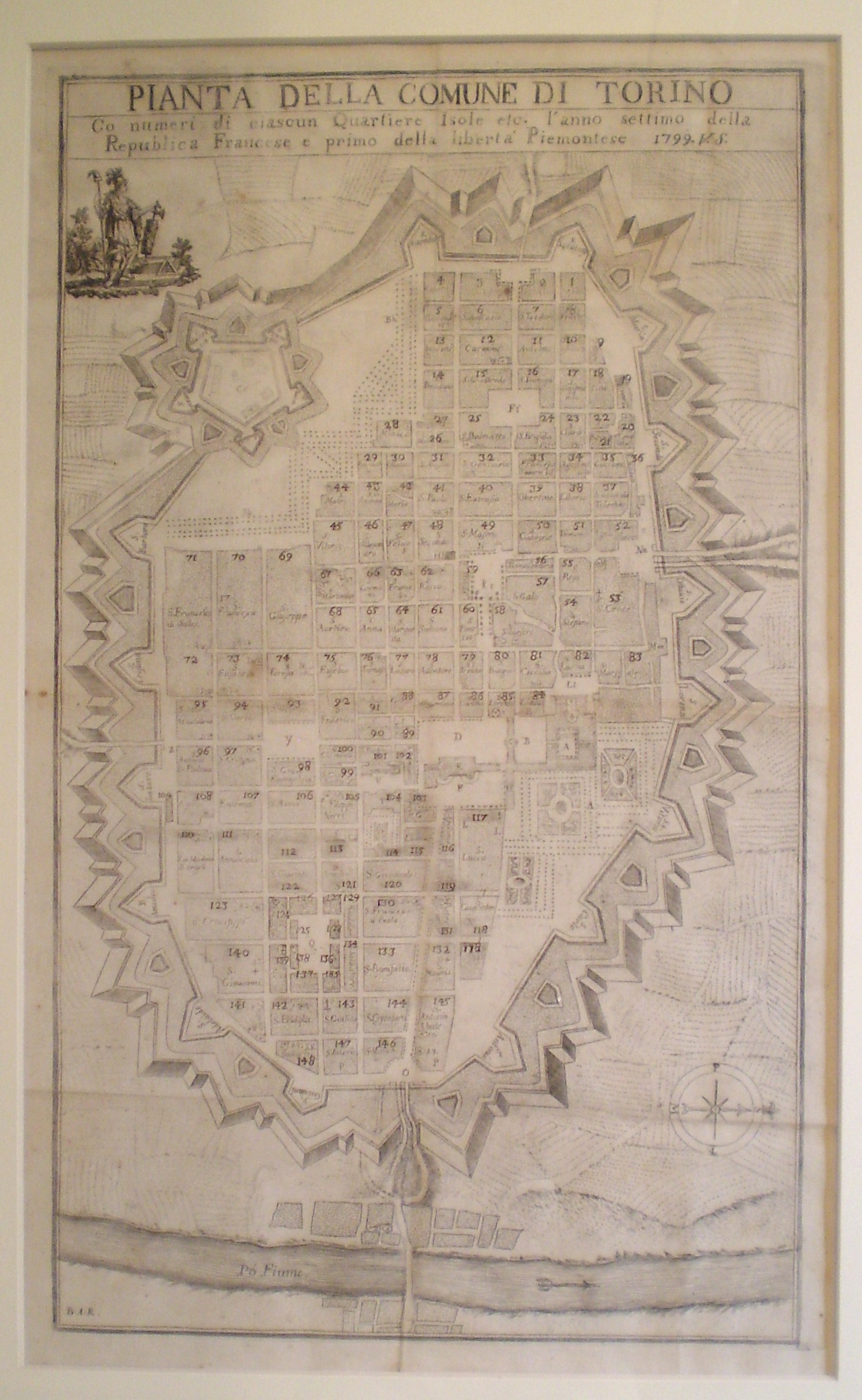
Pianta di Torino nel 1799. In alto a sinistra vi è la cittadella.

Con le pianure piemontesi in saldo possesso della coalizione, Suvorov decise di prendere la città di Torino, che al suo interno ospitava una cospicua guarnigione francese. La decisione di marciare sulla città non era dovuta solo a motivazioni di tipo militare, ma era anche dovuta a considerazioni di tipo politico: Torino era considerata l'emblema dell'occupazione francese del Piemonte, e più in generale dell'ingerenza francese nella penisola italiana, e liberarla avrebbe condotto ad una serie di sollevazioni anti-repubblicane, contribuendo a complicare la posizione dell'esercito di Moreau.
Indirizzate tutte le proprie truppe verso la capitale del regno sabaudo, Suvorov diede inizio all'assedio il 26 maggio. Le forze del generale Vukassovich non ci misero molto a penetrare all'interno delle mura cittadine: i torinesi, insofferenti alla presenza delle truppe francesi in città, si liberarono dei soldati repubblicani di guardia agli ingressi e li aprirono, consentendo ai soldati austriaci e ad una folla di rivoltosi di entrare in città. Il resto della guarnigione francese, sotto il comando del generale Fiorella, si rinchiuse nella cittadella e si preparò a resistere ai tentativi di assedio. Quando i russi tentarono di posizionare una batteria di cannoni sul Monte dei Cappuccini, i francesi aprirono il fuoco sulla città: si giunse ad una convenzione per cui entrambe le parti si sarebbero impegnate in scontri militari in modo da coinvolgere solo il lato esterno del complesso ed evitare per quanto possibile il resto di Torino.
Mentre le forze francesi si ritiravano verso i monti della Liguria, Moreau lasciò ad Alessandria una guarnigione di circa 3000 uomini sotto il comando del generale Gardanne. Per qualche settimana le forze di Gardanne furono tenute sotto stretta osservazione dalle forze del generale Schveikowsky, senza che alcuna azione militare degna di nota avvenisse. Poi, l'arrivo delle truppe di MacDonald forzò Suvorov a marciare verso Piacenza, liberando il Piemonte dal grosso delle sue forze. Moreau scese nuovamente in pianura e liberò momentaneamente Tortona. La speranza di un attacco congiunto contro il generale russo si volatilizzò all'arrivo delle prime notizie dello scontro sulla Trebbia. Compreso di non poter rimanere in pianura, Moreau fece ritorno sulle Alpi.
Con l'esercito di MacDonald distrutto e quello di Moreau incapace di porre la necessaria resistenza, le forze imperiali poterono finalmente concentrarsi sulle guarnigioni francesi rimaste in pianura e prendere le loro roccaforti una ad una. Tre città erano già da tempo nel mirino delle forze imperiali: Tortona, Mantova ed Alessandria. La prima era stata inizialmente bloccata dalle forze di Suvorov ma era stata rifornita recentemente dai francesi di Moreau, dopo la discesa dalle Alpi a metà giugno; la seconda era bloccata già da mesi, ma per un breve periodo le truppe austriache erano state costrette a sospendere la misura (a causa di MacDonald, sebbene solo indirettamente) mentre l'ultima era sempre stata schermata dalle forze austro-russe, iniziando a manifestare i primi segni di scarsità di provviste. Per questo motivo, Suvorov scelse di iniziare da Alessandria.

## L'assedio

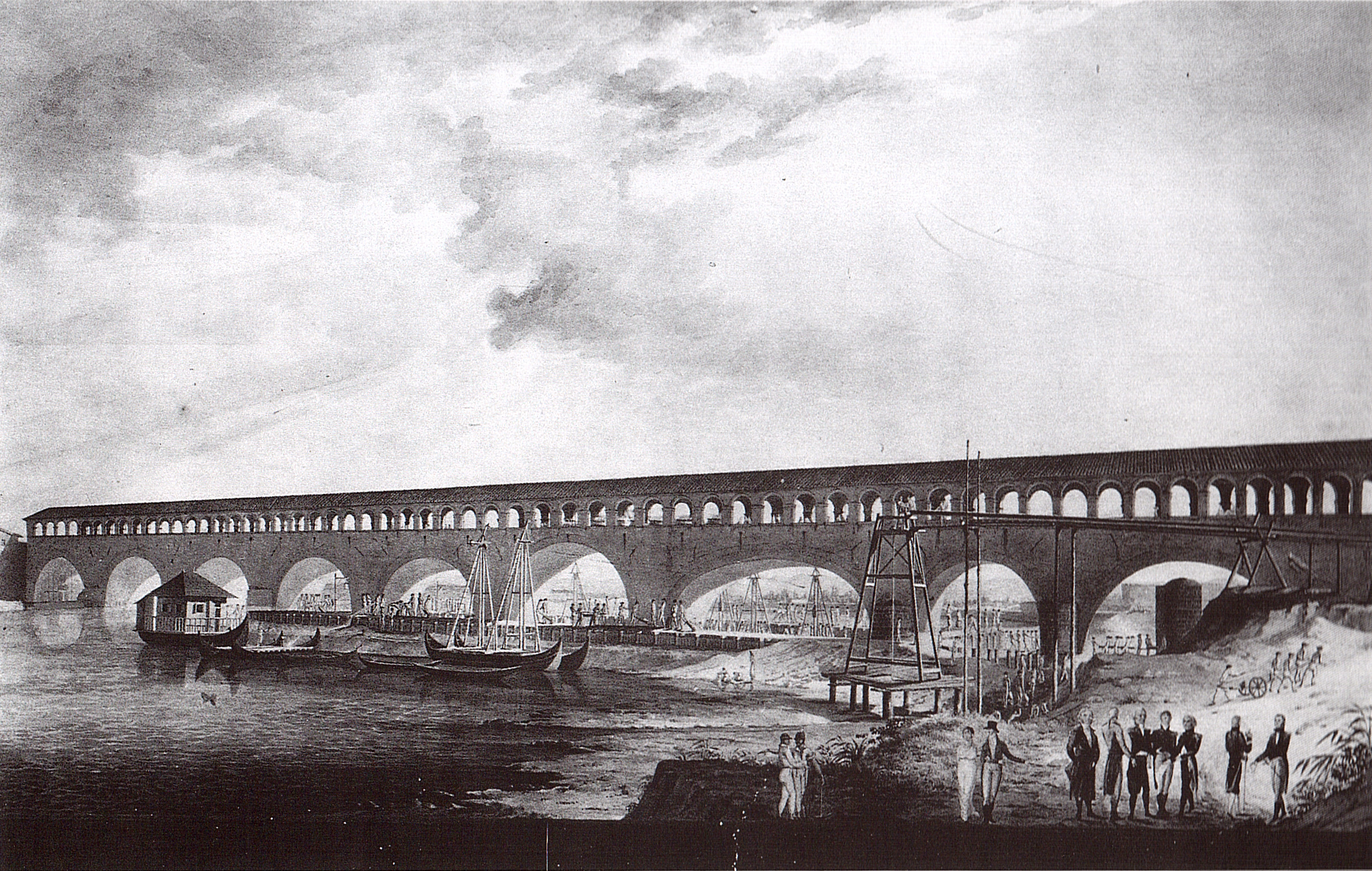
Ponte coperto di Alessandria. Incisione del XIX secolo.

Gardanne, che era riuscito a scalare le gerarchie dell'esercito durante la sua permanenza in Italia era certo che non sarebbero giunti soccorsi da parte di Moreau. Ciò nonostante, convinto che fosse per il bene della patria, oltre che necessario per mantenere il proprio onore e quello del suo presidio, decise di resistere alle forze austro-russe e di non cedere la cittadella. Incitava i suoi uomini continuamente, richiamandoli quando era tempo di prendere misure per la difesa delle mura. Le forze di Bellegarde, d'altra parte, contavano, almeno inizialmente, più di 20000 uomini, con oltre 130 pezzi d'artiglieria di grosso calibro, appena portate dalle armerie di Torino, pronti a fare fuoco sulle mura della fortezza. Lo stesso Suvorov si fece vedere in città, intento a sostenere i propri uomini.
Le due parti, come precedentemente fatto da Fiorella a Torino, convennero di attaccare solo dal lato esterno, in modo che la città ed i suoi abitanti non venissero coinvolti. Dopodiché iniziarono i preparativi per l'assedio. Bellegarde fece scavare una prima trincea di circumvallazione. Una volta terminata, il 14 luglio, Bellegarde fece chiamare Gardanne e chiese lui quali fossero le sue intenzioni: il francese intendeva resistere. La cittadella venne colpita da una miriade di colpi, ai quali Gardanne cercò di rispondere al fuoco con i suoi cannoni. Nel complesso, a fare fuoco, erano circa 300 tra cannoni, mortai e obici. La quantità dei colpi sparati dagli alleati fu così grande che buona parte dei letti dei cannoni si ruppero, forse per l'eccesso di vibrazioni. Gli effetti del bombardamento erano chiari: numerosi cannonieri francesi erano stati colpiti, una caserma fu coinvolta in un incendio ed il 16 luglio un deposito di polvere da sparo deflagrò. Sfruttando il momento, gli assedianti si precipitarono in avanti e, a colpi di zappa, riuscirono ad iniziare lo scavo per una seconda linea di trincee. Gardanne tentò di impedire l'avvicinamento degli assalitori, ricorrendo agli archibugi, visto che i cannoni si erano dimostrati poco efficaci. I soldati di Bellegarde riuscirono a completare l'opera e, sfruttando la notte, spostarono parte dell'artiglieria nella nuova trincea. In particolare, si distinsero i piemontesi, ritornati al servizio della famiglia Savoia. La riuscita dell'operazione non fu immacolata: il 18 luglio, il generale Chasteler fu ferito gravemente e suo nipote ucciso. Il posto di capo di Stato Maggiore di Suvorov venne temporaneamente ricoperto dal generale Zach. Anche molti altri soldati russi caddero vittima del fuoco francese.
Lo scopo di questa seconda trincea era di costringere i repubblicani ad abbandonare il ponte coperto che collegava Alessandria con la fortezza, situata sulla sponda opposta del Tanaro, e permettere il completo accerchiamento della cittadella. Dopo lo spostamento dell'artiglieria fu completato tra il 18 e 19 luglio, il fuoco costante degli alleati, distante meno di 60 metri dalla via coperta, forzò gli uomini di Gardanne ad abbandonarla. La notte successiva, la via fu occupata dagli assalitori.
Avvicinandosi il momento dell'assalto finale, non avendo più munizioni e solo quattro cannoni ancora adatti a sparare, Gardanne chiese ai suoi ufficiali di prepararsi alla capitolazione per il giorno successivo, ritenendo di aver pienamente compiuto il suo dovere.

## Conseguenze
Gardanne e la sua guarnigione si arresero il 21 luglio. Ai suoi uomini fu concesso loro l'onore delle armi, dopodiché furono portati come prigionieri in Germania. Gardanne, per il valore dimostrato, fu lasciato libero sulla parola. Il giorno seguente, la fortezza fu occupata dagli uomini di Bellegarde.
Liberata la fortezza di Alessandria, restavano solo altre due città in pianura ad ospitare guarnigioni francesi. La prima era Cuneo, la seconda Tortona. Quest'ultima rappresentava un potenziale pericolo per le forze alleate, divenendo quindi un obiettivo prioritario: la vicinanza di Tortona con la Lombardia la rendeva ideale come caposaldo per iniziare la riconquista dei territori perduti nei mesi precedenti. Le forze di Moreau avrebbero potuto sfruttarla sia come base per eventuali incursioni nel territorio sotto il controllo austriaco, sia come perno difensivo nel caso di un'eventuale offensiva orchestrata da Suvorov.